# 孟繁棋
孟繁棋（1998年9月18日—），中国女子冬季两项运动员，2016年冬季青年奥林匹克运动会个人混合接力金牌得主、2019年世界青年锦标赛女子12.5公里个人金牌得主、2025年亚洲冬季运动会女子7.5公里短距离银牌得主。